# Amantis aeta
Amantis aeta es una especie de insecto de la familia Mantidae.

## Distribución geográfica
Es  endémica de Filipinas.